# デルシム (競走馬)
デルシム（Dersim、1978年 - 2011年）は、トルコの競走馬。1981年のガジ杯（トルコダービー）に優勝した。同年秋の第1回ジャパンカップに招待され来日したことで日本でも名前を知られるが、日本滞在中に故障し、出走はかなわなかった。

## 戦績

### 2歳時
1980年10月26日、ヴェリエフェンディ競馬場（イスタンブール）芝コースの未勝利競走でデビュー。2連敗の後、11月27日の未勝利戦で勝ち上がった。次走、シーズンの最後にハンデキャップ競走に出走したが、3着に終わった。

### 3歳時
2歳時に目立った成績ではなかったデルシムは、3歳時に本格化した。
3か月の休み明け、イズミル開催のダートコースに転戦して重賞、ハンデキャップ競走、条件競走で6戦3勝、2着3回の好成績でイスタンブール開催に復帰。ハンデキャップ競走を制した後、1981年4月26日にG1エルケック・タイ・デネメ（トルコ2000ギニー、ヴェリエフェンディ競馬場芝1600メートル）に出走して2着に入った。
以後は長距離路線に進み、6月6日のG3サイト・アクソン賞（ヴェリエフェンディ競馬場芝2200メートル）を制した後、6月29日のG1ガジ賞（トルコダービー、ヴェリエフェンディ競馬場芝2400メートル）に出走した。
1000メートル地点で後方15番手に付けていたデルシムは、800メートルで先頭集団に取り付くとペースを上げ、1着でゴールインした。タイムは2分28秒9、賞金は150万トルコリラであった。
夏の重賞の2着2回を経て、秋の3歳古馬混合G1トルコジョッキークラブ賞（ヴェリエフェンディ競馬場芝2400メートル）に出走したが、前々年のガジ賞勝利馬ドクターセフェロフ（Doktor Seferof）の2着に敗れた。

### 第1回ジャパンカップへの招待と故障
1981年に第1回ジャパンカップを開催することを決定した日本中央競馬会（JRA）は、トルコに招待枠1頭を割り当てた。当初は1980年のガジ賞勝利馬レヴァノ（Levano）が出走を予定していたが、故障引退により招待を辞退した。このため1981年のガジ賞勝利馬であるデルシムが次点で選出され、招待を受諾した。
トルコ生産馬にとってジャパンカップ出走は歴史的挑戦となるはずだったが、デルシムの海外遠征はトラブル続きの困難なものとなった。10月24日に飛行機で出国することになったが、出発直前にエンジンが故障してしまい、2度の延期を経て1週間後の10月30日にようやく飛び立った。日本に着いたデルシムは、検疫を受けた後、11月22日のジャパンカップに向けて遅れて調整が始められた。
日本のマスコミには「トルコのヒカルイマイ」のキャッチフレーズで紹介されるなどオウンオピニオン（「インドのシンザン」）同様「当地のスターホース」扱いを受けたが、本番一週間前の11月14日に屈腱炎を発症していることが発表された。これによりデルシムはジャパンカップに出走することがかなわず、そのまま帰国、引退に追い込まれた。

## 引退後
トルコで種牡馬入りし、トルコのスタッドブックによると、1984年生まれから1998年生まれまで産駒が血統登録されている。産駒からはトルコジョッキークラブのウェブサイトで"Major Races"とされているような大競走の勝ち馬は出ていない。
2011年に33歳の高齢で死亡した。

## 血統表
| デルシムの血統         | デルシムの血統                | デルシムの血統 | （血統表の出典） | （血統表の出典） |
| 父系                   | ブレニム系                    | ブレニム系     | ブレニム系       | [ § 2 ]          |
| 父 Calaboose 1966 栗毛 | 父の父Crepello 1954 栗毛      | Donatello      | Blenheim         | Blenheim         |
| 父 Calaboose 1966 栗毛 | 父の父Crepello 1954 栗毛      | Donatello      | Delleana         |                  |
| 父 Calaboose 1966 栗毛 | 父の父Crepello 1954 栗毛      | Crepuscule     | Mieuxce          | Mieuxce          |
| 父 Calaboose 1966 栗毛 | 父の父Crepello 1954 栗毛      | Crepuscule     | Red Sunset       |                  |
| 父 Calaboose 1966 栗毛 | 父の母La Fresnes 1953 栗毛    | Court Martial  | Fair Trial       | Fair Trial       |
| 父 Calaboose 1966 栗毛 | 父の母La Fresnes 1953 栗毛    | Court Martial  | Instantaneous    |                  |
| 父 Calaboose 1966 栗毛 | 父の母La Fresnes 1953 栗毛    | Pin Stripe     | Hyperion         | Hyperion         |
| 父 Calaboose 1966 栗毛 | 父の母La Fresnes 1953 栗毛    | Pin Stripe     | Herringbone      |                  |
| 母 Saika 1965 栗毛     | 母の父Floche Royale 1957 栗毛 | Caerlaverock   | Hyperion         | Hyperion         |
| 母 Saika 1965 栗毛     | 母の父Floche Royale 1957 栗毛 | Caerlaverock   | Blue Angel       |                  |
| 母 Saika 1965 栗毛     | 母の父Floche Royale 1957 栗毛 | Polaris        | Legal Fare I     | Legal Fare I     |
| 母 Saika 1965 栗毛     | 母の父Floche Royale 1957 栗毛 | Polaris        | Santalin         |                  |
| 母 Saika 1965 栗毛     | 母の母Firuze Hatun 1960 鹿毛  | Rock Star      | Rockefella       | Rockefella       |
| 母 Saika 1965 栗毛     | 母の母Firuze Hatun 1960 鹿毛  | Rock Star      | Cosmetic         |                  |
| 母 Saika 1965 栗毛     | 母の母Firuze Hatun 1960 鹿毛  | Lambingtime    | Anamnestes       | Anamnestes       |
| 母 Saika 1965 栗毛     | 母の母Firuze Hatun 1960 鹿毛  | Lambingtime    | First Four       |                  |
| 母系(F-No.)            | (FN:2-f)                      | (FN:2-f)       | (FN:2-f)         | [ § 3 ]          |
| 5代内の近親交配        | Hyperion 4×4×5                | Hyperion 4×4×5 | Hyperion 4×4×5   | [ § 4 ]          |
| 出典                   | 1. 2. 3. 4.                   | 1. 2. 3. 4.    | 1. 2. 3. 4.      | 1. 2. 3. 4.      |

母サイカ（Saika）はトルコ内国産馬で1968年のディシ・タイ・デネメ（トルコ1000ギニー）とクスラック賞（トルコオークス）の勝ち馬。